# 岐阜県立わかあゆ学園
岐阜県立わかあゆ学園（ぎふけんりつわかあゆがくえん）とは、岐阜県揖斐郡大野町にある岐阜県立の児童福祉施設（児童自立支援施設）である。

## 概要
- 岐阜県唯一の児童自立支援施設であり、生活指導等を要する児童を入所させ、その自立を支援することを目的とする。対象となる児童は、「不良行為をなし、又はなすおそれのある児童」「家庭環境その他の環境上の理由により生活指導等を要する児童」である。入所以外にも通うことも可能。
- 小学生は同じ敷地内の大野町立大野小学校大野分校、中学生は大野町立大野中学校大野分校へ通学する。

## 沿革
- 1909年（明治42年）4月1日 - 岐阜県揖斐郡豊木村に清水育児院[注釈 1][1]付属豊富学院を設置。県立代用感化院に指定される。
- 1934年（昭和9年）10月10日 - 少年教護法が施行。少年教護院となる。
- 1935年（昭和10年）4月1日 - 豊富学院が岐阜県に移管され、県立少年教護院となる。同時に県立岐阜学院に改称する。
- 1948年（昭和23年）1月1日 - 児童福祉法が施行。教護院となる。
- 1982年（昭和57年）4月1日 - 岐阜県立わかあゆ学園に改称する。
- 1998年（平成10年）4月1日 - 児童福祉法の改正により、児童自立支援施設となる。
- 2002年（平成14年）4月1日 - 学園内に大野町立大野小学校大野分校、大野町立大野中学校大野分校が開校。

## 住所
- 岐阜県揖斐郡大野町桜大門457-1